# Nunzio Galantino
Nunzio Galantino, né le 16 août 1948 à Cerignola, en province de Foggia dans les Pouilles, est un évêque catholique italien, évêque émérite de Cassano all'Ionio et président de l'Administration du patrimoine du siège apostolique (APSA) de juin 2018 à octobre 2023.

## Biographie
Après avoir fréquenté le séminaire diocésain d'Ascoli Satriano, il poursuit ses études au séminaire régional de Bénévent où il obtient le baccalauréat de théologie en 1972. Il est ordonné prêtre le 23 décembre 1972 pour le diocèse d'Ascoli Satriano et Cerignola. En 1981, il obtient un doctorat en théologie dogmatique à la faculté théologique d'Italie méridionale à Naples.
Il exerce différents ministères tant en paroisses dans son diocèse que dans les séminaires et instituts de formation. Et à partir de 2004, il exerce des responsabilités au sein de la Conférence épiscopale italienne (CEI) comme responsable du service national pour les études supérieures de théologie et de sciences religieuses. Lui-même est connu pour avoir étudié et diffusé la pensée du bienheureux Antonio Rosmini.
Le 9 décembre 2011, le pape Benoît XVI le nomme évêque du diocèse de Cassano all'Ionio. Il reçoit la consécration épiscopale le 25 février suivant des mains du cardinal Angelo Bagnasco, président de la CEI.
Le 25 décembre 2013, le pape François le nomme en plus secrétaire général de la Conférence épiscopale italienne par intérim. Il est confirmé dans ces fonctions pour un mandat de cinq ans le 25 mars 2014. Le 28 février 2015, le pape François accepte sa démission de ses fonctions à Cassano all'Ionio.
Partageant les positions du Pape en faveur de l'accueil des migrants, le président de la CEI affirme en 2015 à la télévision : « aujourd'hui accueillir les immigrés est un dédommagement pour les dommages que nous avons perpétrés pendant des années et les fautes que nous avons commises [dans leurs pays], où nous ne sommes allés que pour voler, coloniser et exploiter ».
Deux mois après, revenant d'une visite en Jordanie où 6,5 millions d'habitants hébergent plus de 2 millions de réfugiés,, il réagit le 10 août 2015 aux propositions anti-immigration des dirigeants de la Ligue du Nord et du Mouvement Cinq étoiles en dénonçant sur Radio Vatican les « racoleurs de quatre sous qui disent des choses extraordinairement bêtes pour quelques votes »,,.
Huit jours plus tard, il laisse publier le texte d'un discours où il décrit la politique italienne contemporaine comme « un puzzle d'ambitions personnelles au sein d'un petit harem de cooptés et de fourbes »,, en relevant qu'un peuple n'est « pas seulement un troupeau à conduire et à tondre ».
Le 26 juin 2018, il est nommé président de l'Administration du patrimoine du siège apostolique (APSA) au sein de la curie romaine.